# Mount Wales
Mount Wales ist ein rund 800 m hoher Berggipfel auf Bristol Island im Archipel der Südlichen Sandwichinseln im Südatlantik. Er ragt westsüdwestlich des Mount Sourabaya auf.
Das UK Antarctic Place-Names Committee benannte ihn 2013. Namensgeber ist der britische Astronom William Wales (≈1734–1789), der den britischen Seefahrer und Entdecker James Cook auf seiner zweiten Südseereise (1772–1775) auf dem Schiff HMS Resolution begleitet hatte, bei der die Entdeckung der Südlichen Sandwichinseln gelang.